# Kia Picanto
Kia Picanto - це компактні хетчбеки A-класу, що виробляються південнокорейською компанією Kia з 2004 року.

## Перше покоління (2004-2011)

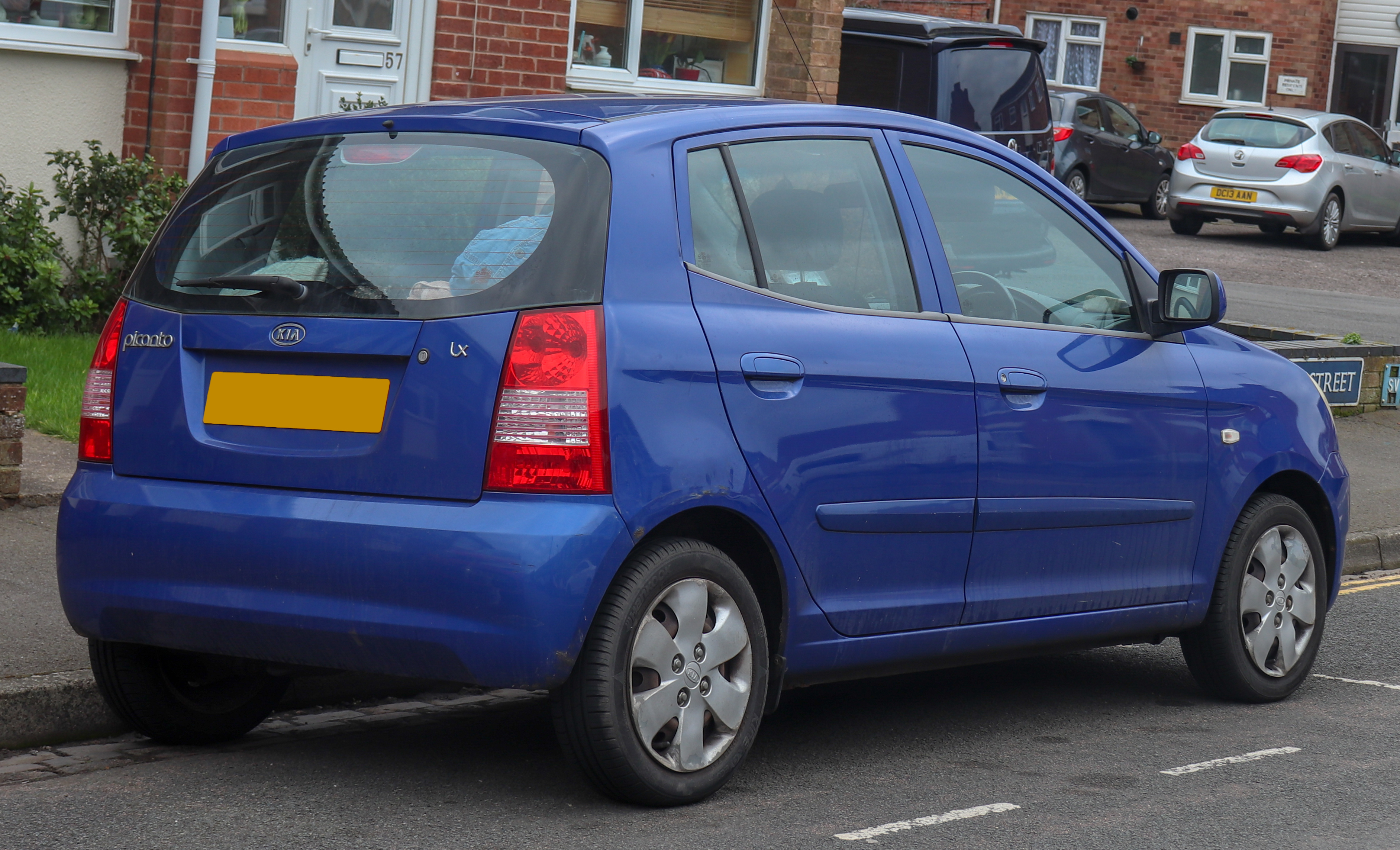
Kia Picanto (2004-2010)

Перше покоління Kia Picanto, побудоване на базі мікролітражки А-класу Hyundai Atos, випускалося з 2004 року виключно в 5-дверному кузові хетчбек. У нашій країні модель пропонувалася тільки з бензиновими чотирьохцоліндровими 1.0 (61 к.с.) і 1.1 (65 к.с.), з п'ятиступінчастою МКПП і чотирьохдіапазонною АКПП (останній поєднувався з мотором 1.1). У Європі машину також оснащували трьохциліндровим дизелем 1.1 (75 к.с.). У Південній Кореї та Чилі модель була відома як  Kia Morning, на Тайвані - як Kia Euro Star, у В'єтнамі - як Kia New Morning, в Малайзії - як Naza Suria або Naza Picanto.
У 2007 році хетчбек зазнав першого оновлення: корейські дизайнери змінили світлотехніку, бампери і фальшрадиаторну решітку. Замінили кермо, модернізували передню панель, сидіння і використали нові матеріали обробки. Замість гідропідсилювача керма малолітражку оснастили електропідсилювачем.
У 2009 році вигляд моделі знову освіжили. В черговий раз машині перекроїли бампери, встановили фірмову шрайерівську фальшрадиаторну решітку, а також оновили їй оригінальні колісні диски. Інтер'єр прикрасило кермо таке, як кермо у Соула, і червоне підсвічування приладів замість колишнього помаранчевого. Базовий двигун 1,0 став на шість к.с. потужніший і на пару ньютон-метрів тяговитіший (разом 67 к.с. і 90 Нм), а двигун 1.1 (65 к.с., 99 Нм) замінили літровим двигуном (72 і 92 відповідно).

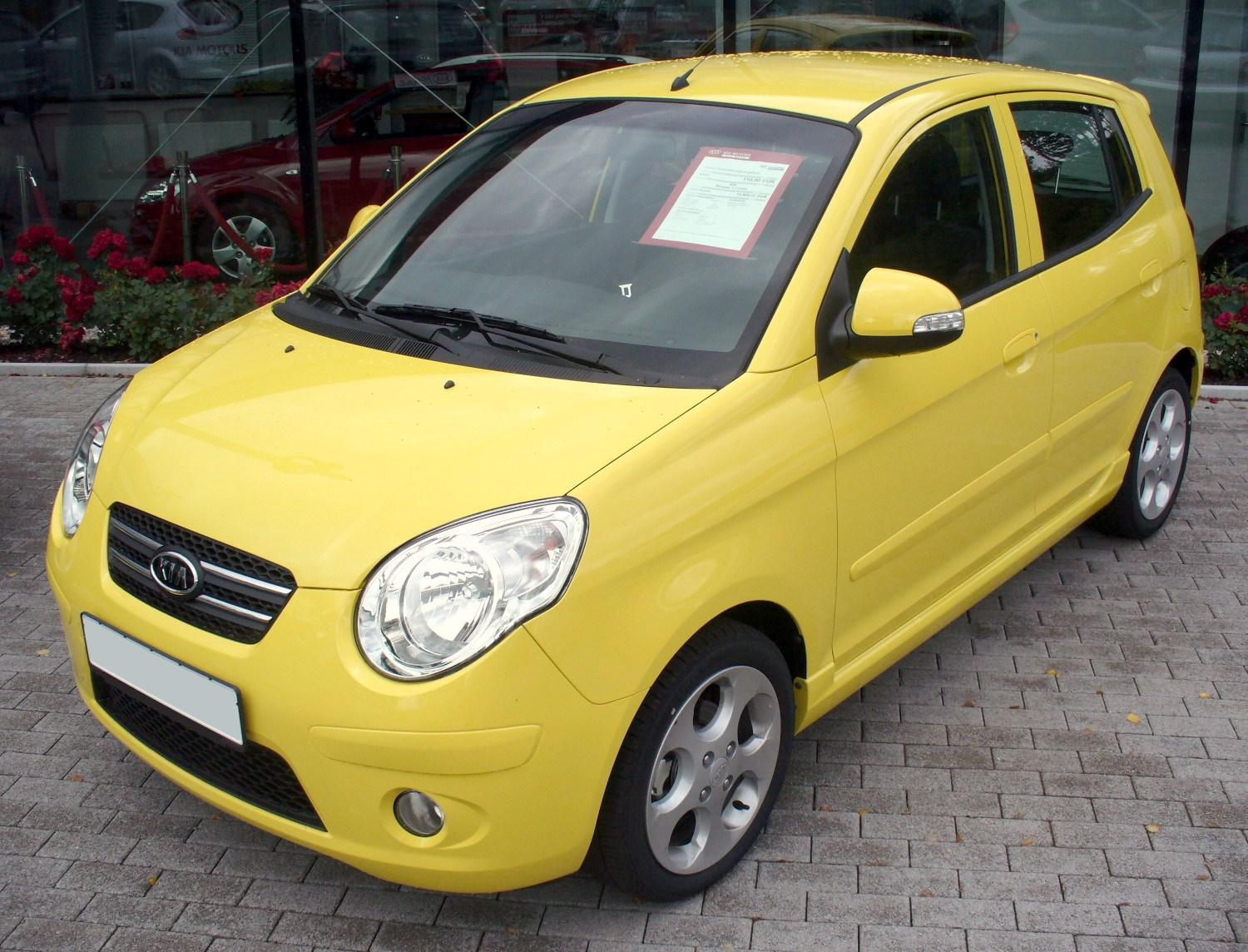
Kia Picanto (2007-2009)
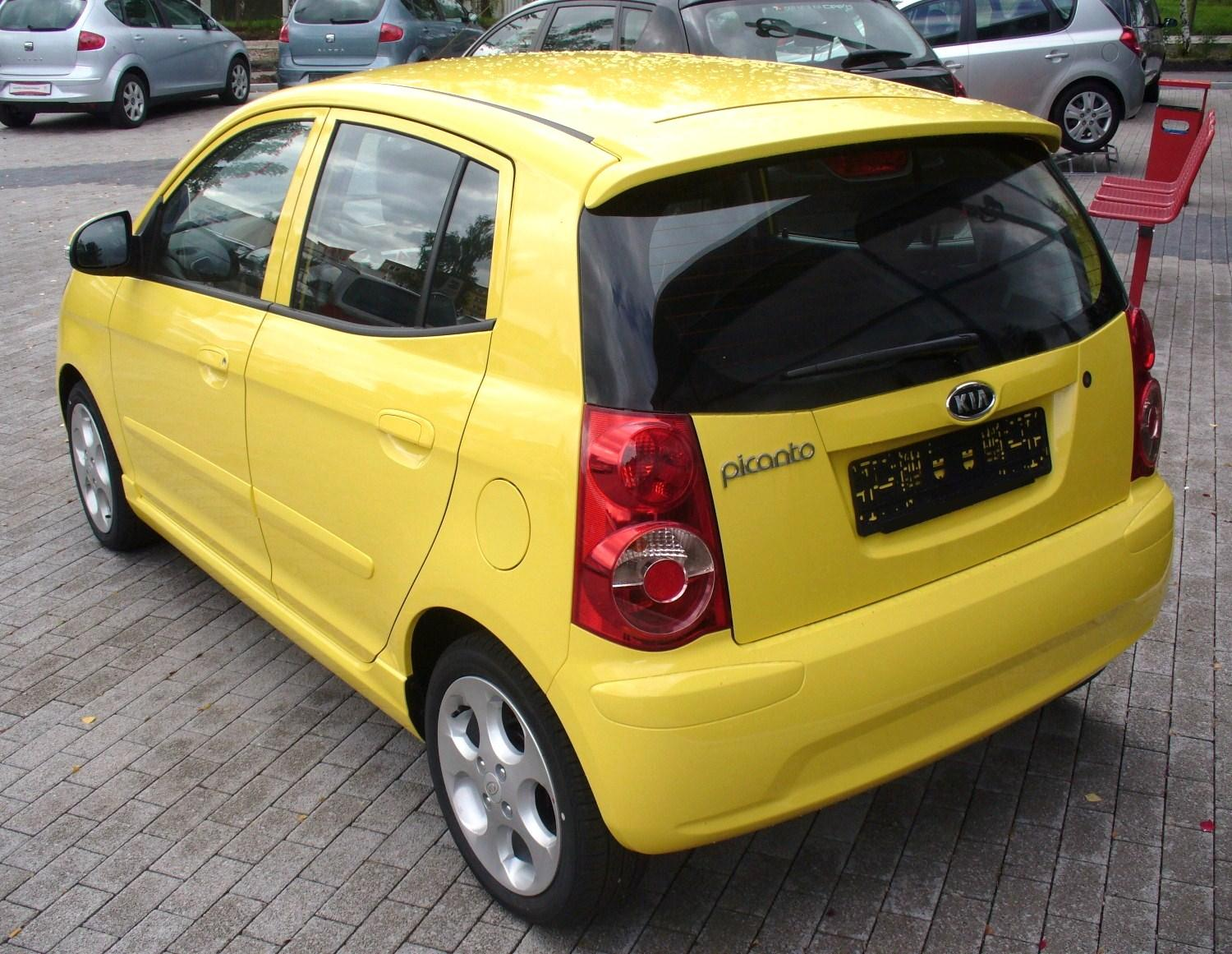
Kia Picanto (2007-2009)
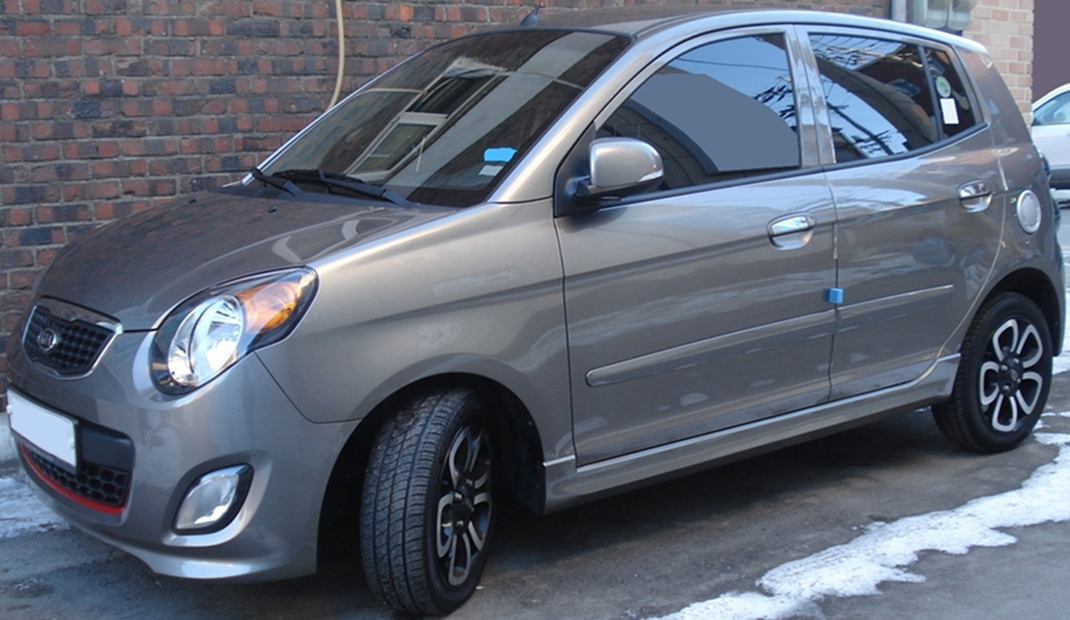
Kia Picanto (2009-2011)
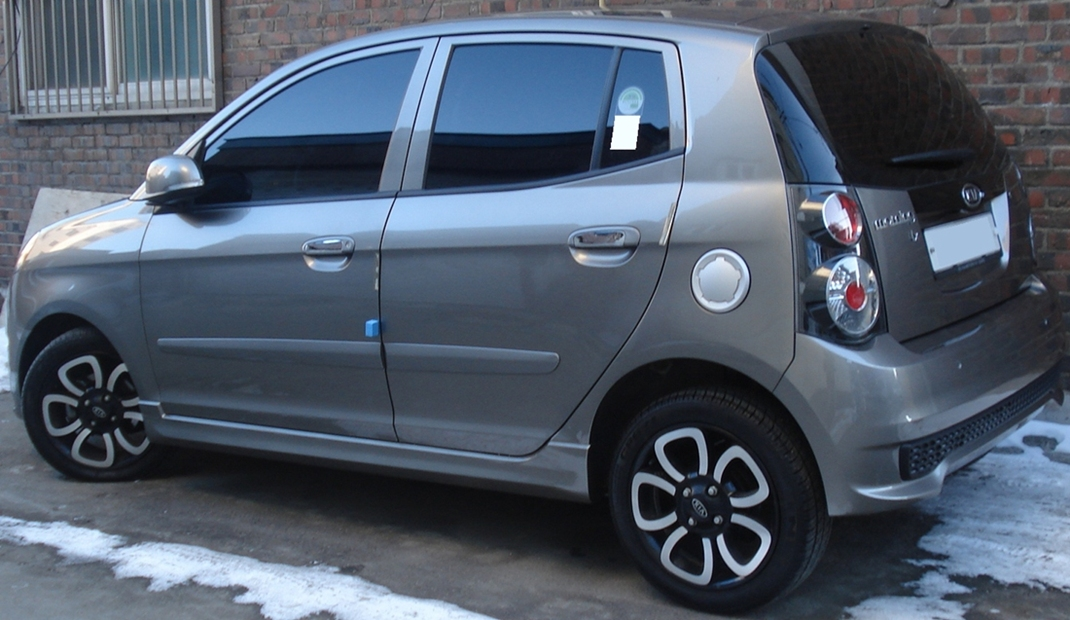
Kia Picanto (2009-2011)

### Двигуни
- 1.0 L 1KR-FE I4
- 1.1 L 1NZ-FE I4
- 1.2 L Kappa I4
- 1.3 L K3-VE I4
- 1.0 L Epsilon I4 (LPG)
- 1.1 L U I3 (diesel)

## Друге покоління (з 2011)

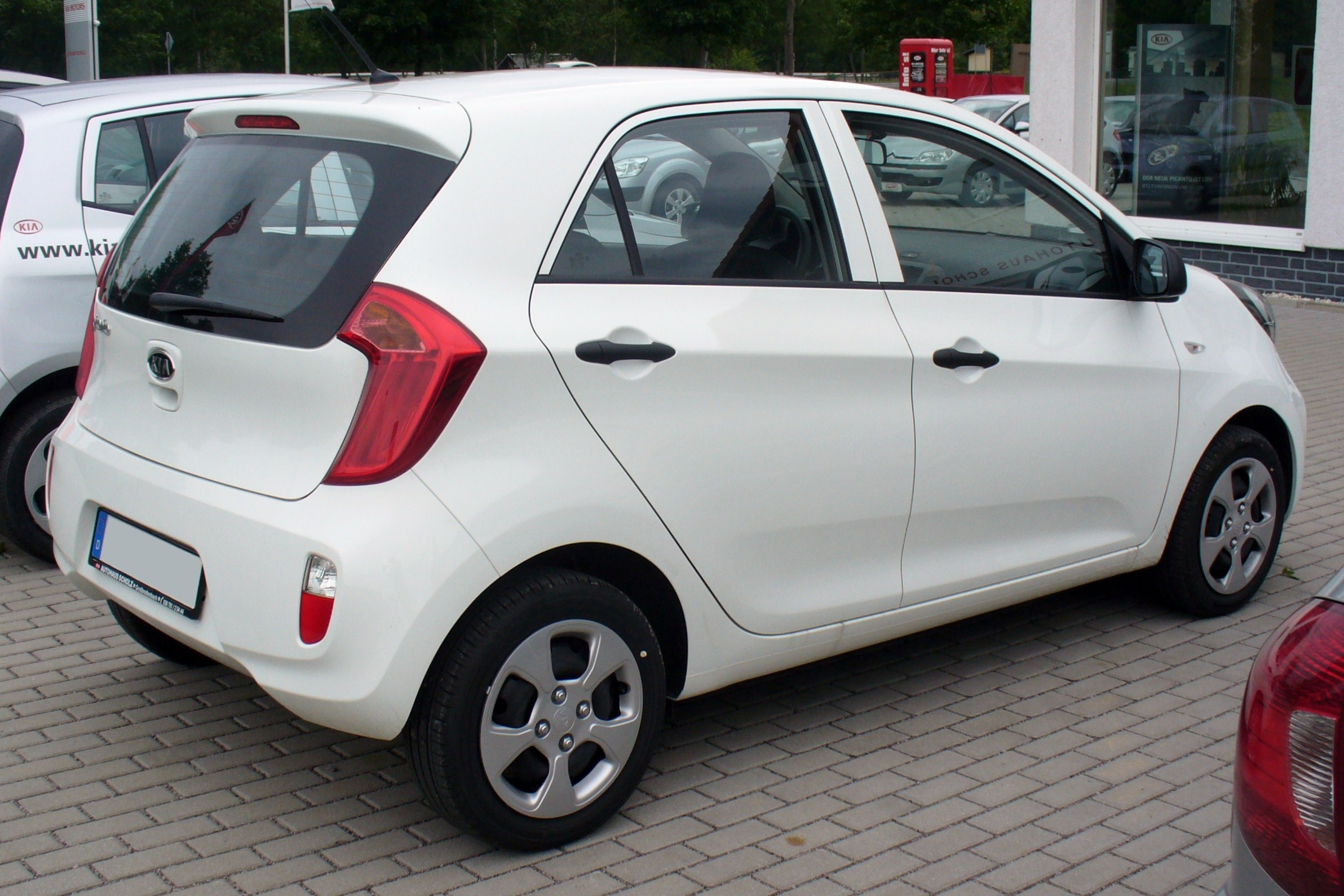
Kia Picanto 2 5дв. (з 2011)

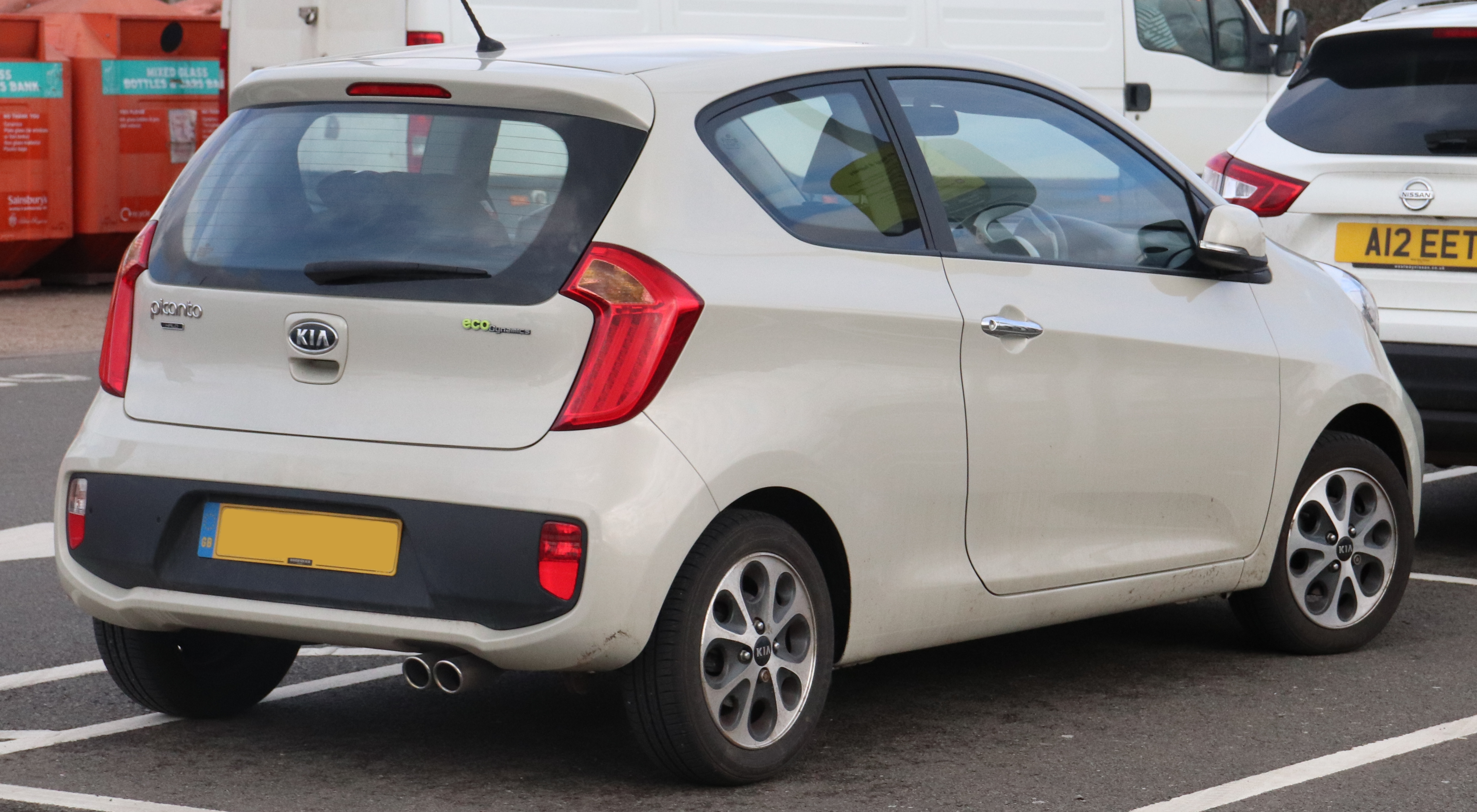
Kia Picanto 2 3дв. (з 2011)

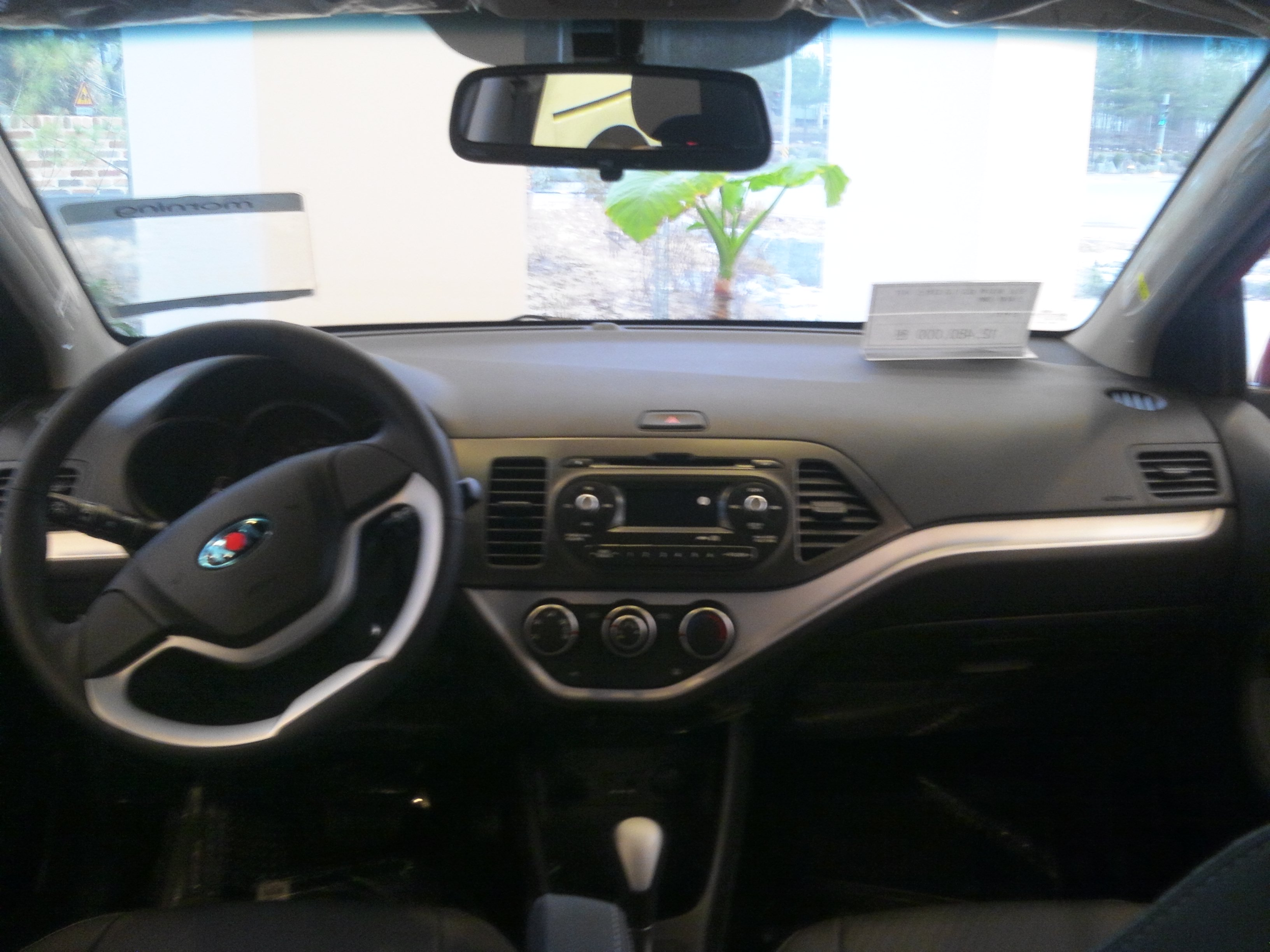

Офіційна прем'єра Picanto нового покоління відбулася на початку березня 2011 року на автосалоні в Женеві.
Автомобіль представлений в 5-дверному кузові хетчбек, виключно для Європи буде доступна і 3-дверна версія.
В максимальній комплектації машина отримала багатофункціональне кермо, підігрів сидінь, клімат-контроль, навігаційну систему, повний набір подушок безпеки, протизанесення. Під капот Picanto ставлять нові бензинові двигуни об'ємом 1,0 і 1,2 л (68 к.с. і 84 к.с. відповідно). Також повинен з'явитися і 1,1-літровий дизель, який видає 74 к.с.
У 2015 році автомобіль пройшов стадію оновлень і тепер виглядає свіжіше. Хетчбек Picanto - це найменший з представлених автомобілів від компанії Kia. Доступний він у версіях на три та п’ять дверей. Нещодавно лінійку даного автомобіля було розширено за рахунок топової моделі Picanto Quantum, яка  постачається з 15-дюймовими литими дисками, автоматичним кондиціонуванням повітря, системою відмикання зі смарт ключем та люком з електроприводом. Оновлення 2015 року торкнулося й бамперу автомобіля. Компанія запропонувала декілька сучасних яскравих кольорів для зовнішнього дизайну. Автомобілі другого покоління стали просторішими, завдяки появі у 2015 році більшої колісної бази. Хетчбеки на п’ять дверей є традиційно практичнішими, ніж на три, оскільки пропонують легший доступ до задніх сидінь. На вибір покупця буде представлено два невеликих бензинових двигуна, які демонструють дуже пристойний рівень економії при механічній коробці передач. Для такого маленького автомобіля, як Kia Picanto, їх потужності вистачає. Менший 1.0-літровий трициліндровий двигун має 65 кінських сил потужності, а більший 1.25-літровий – 84. 1.0-літровий двигун комплектує моделі 1, 1 Air, VR7 і 2. Природно, що він є більш економічним, але і більш повільним. Даний двигун запропонує 3.5 л/100 км економії. 1.25-літровий двигун доступний з моделями 2, 3 і White. Даний двигун є потужнішим та краще себе поводить при потраплянні на шосе. Цей двигун споживає до 3.91 л/100 км. В ході оновлення 2015 року до обох двигунів було додано систему стоп/старт ISG. Поєднувати двигуни можна з п’ятиступінчастою механічною коробкою передач або чотириступінчастою автоматичною.

### Двигуни
- 1.0 L Kappa II MPI I3
- 1.0 L Kappa II FFV I3 (етанол) (Бразилія)
- 1.0 L Kappa II MPI I3
- 1.25 L Kappa II MPI I4
- 1.0 L Kappa II LPi I3 (LPG)

## Третє покоління (з 2016)

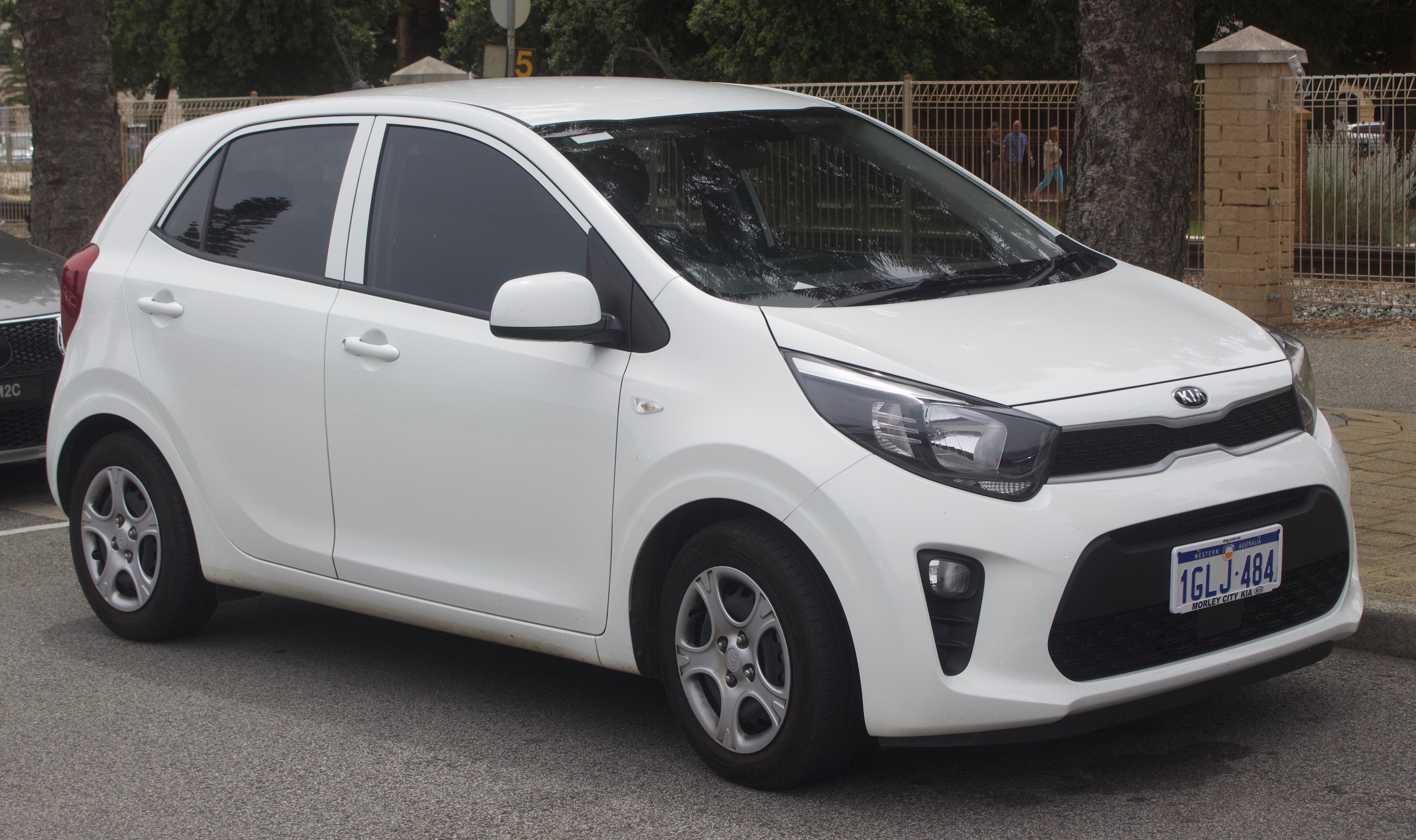
Kia Picanto 3 (з 2016)

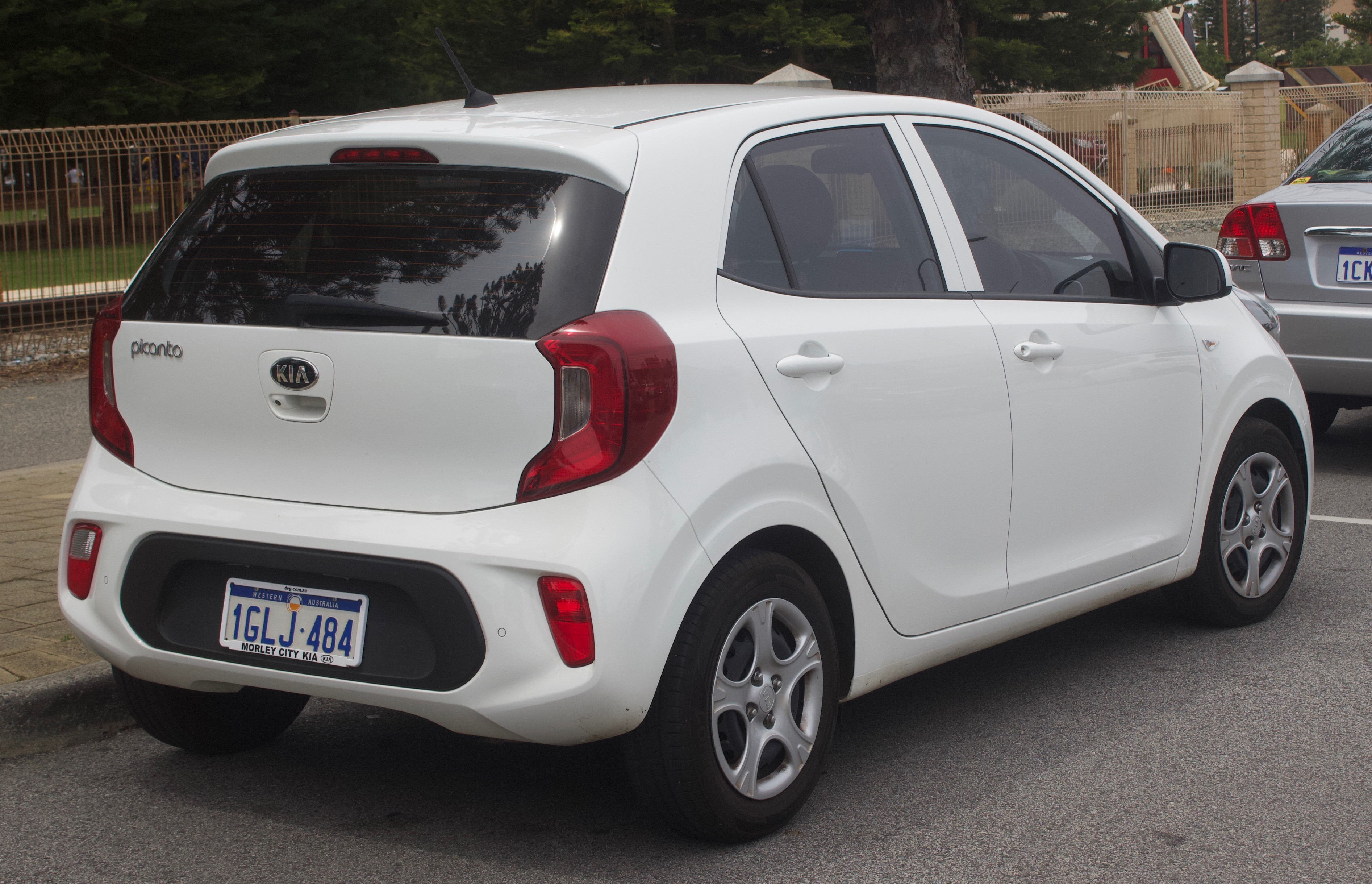
Kia Picanto 3 (з 2016)

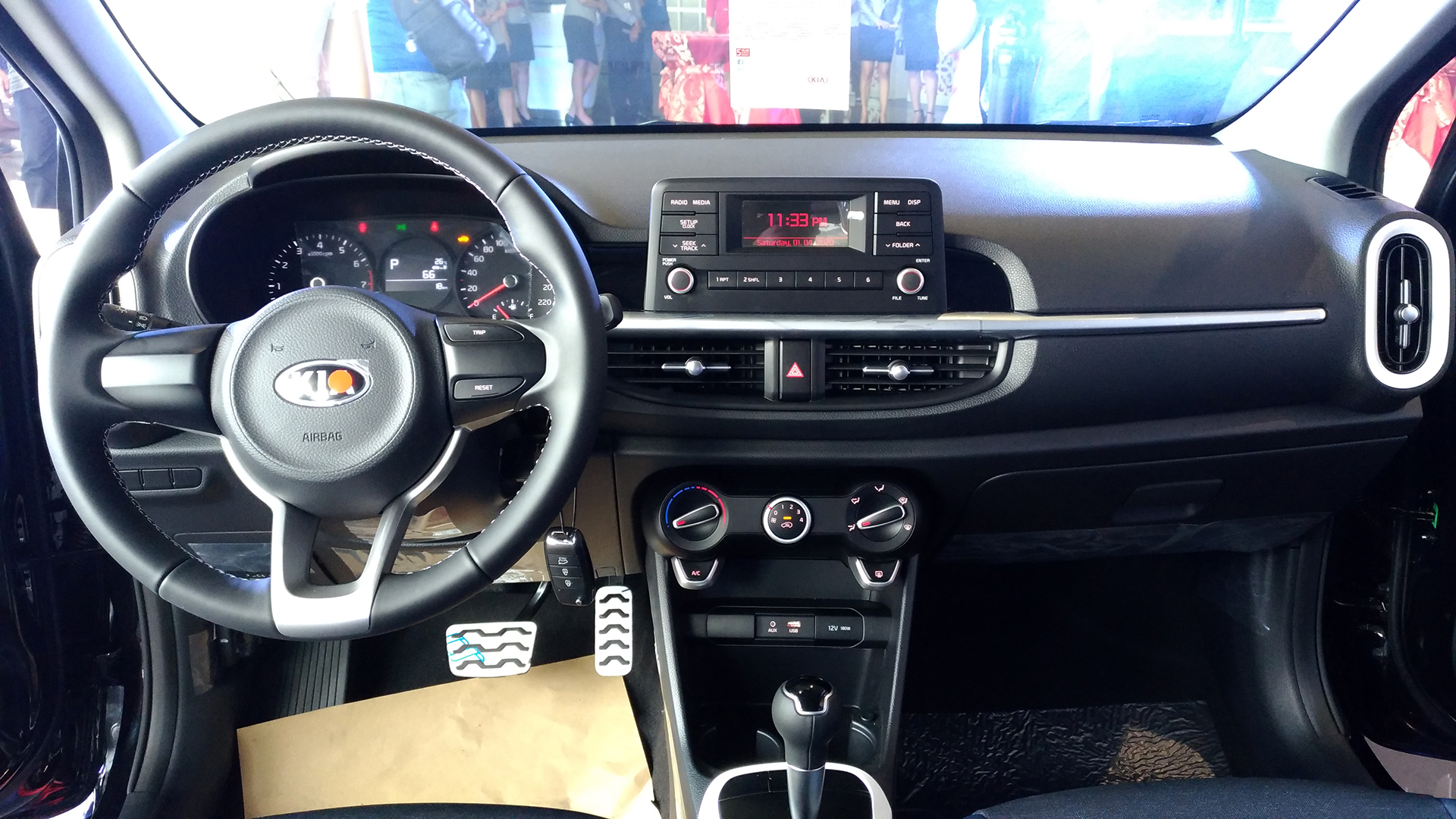

Офіційна прем'єра Picanto третього покоління відбудеться на початку березня 2011 року на автосалоні в Женеві.
Наприкінці 2016 року в Південній Кореї автомобіль дебютував під назвою Kia Morning. Автомобіль представлений в 5-дверному кузові хетчбек.
Picanto 3 покоління комплектується двигунами 1,0 і 1,25 літра Kappa II MPI, перший пропонується в звичайному і турбо варіантах, другий тільки в звичайному.

### Двигуни
- 1.0 L Kappa II MPI I3
- 1.0 L Kappa II TCI MPI I3
- 1.0 L Kappa II T-GDI turbo I3
- 1.0 L Smartstream G1.0 MPI I3
- 1.2 L Smartstream G1.2 MPI I4
- 1.25 L Kappa II MPI I4
- 1.0 L Kappa LPI I3 (LPG)

## Продажі
| рік  | Пд. Корея | Європа |
| ---- | --------- | ------ |
| 2004 |           | 58,579 |
| 2005 |           | 85,314 |
| 2006 |           | 76,550 |
| 2007 |           | 60,996 |
| 2008 |           | 39,483 |
| 2009 |           | 55,604 |
| 2010 | 101,570   | 46,262 |
| 2011 | 117,029   | 51,137 |
| 2012 | 94,190    | 58,175 |
| 2013 | 93,631    | 50,524 |
| 2014 | 96,089    | 51,222 |
| 2015 | 88,455    | 54,036 |
| 2016 | 75,133    | 54,982 |
| 2017 | 70,437    | 62,161 |
| 2018 | 59,042    | 74,526 |
| 2019 | 50,364    | 74,305 |
| 2020 |           | 49,211 |